# Giải bóng đá vô địch quốc gia Palau 2005
Giải bóng đá vô địch quốc gia Palau 2005 hay Palau Soccer League 2005 là mùa giải thứ hai của giải đấu bóng đá ở Palau. Team Bangladesh giành chức vô địch đầu tiên.